# Festivalul de Film de la Varșovia
Festivalul de Film de la Varșovia (în poloneză Warszawski Festiwal Filmowy; WFF) sau Festivalul Internațional de Film de la Varșovia (WMFF) este un festival internațional de film anual din 1985, care se desfășoară în fiecare octombrie la Varșovia, Polonia.
Cea de-a 40-a ediție a festivalului va avea loc în perioada 11-20 octombrie 2024.
Festivalul are loc în fiecare an din 1985.
În 2008, a fost recunoscut de Federația Internațională a Asociațiilor Producătorilor de Film (FIAPF) ca festival internațional de film competitiv.
Festivalul de Film de la Varșovia prezintă filme noi din cinematografia mondială, europeană și poloneză.
În timpul festivalului are loc un plebiscit al publicului. Tradiția WMFF este ca filmele câștigătoare, care nu au avut un distribuitor polonez înainte de festival, să găsească unul și apoi să fie proiectate în cinematografele poloneze.
Creatorul și directorul festivalului până în 1990 a fost Roman Gutek. Din anul următor, Stefan Laudyn a devenit directorul festivalului. În 2024, după 33 de ani de îndeplinire neîntreruptă a acestei funcții, cu mai puțin de o lună înainte de începerea ediției jubiliare, a 40-a, a festivalului, s-a pensionat. Stefan Laudyn a fost înlocuit de Gustaw Kolanowski.
Din 1995, festivalul este organizat de Fundația de Film din Varșovia.
În 2005, pentru prima dată, reprezentanții FIPRESCI (Federația Internațională a Criticilor de Film) au selectat cel mai bun film din regiunea Europei Centrale și de Est în cadrul Festivalului de Film de la Varșovia.

## Câștigători

### Câștigători ai Concursului Internațional
Marele Premiu Varșovia (numit Grand Prix Nescafé din 2002 până în 2007, ediția a 18-a-23)
| An   | Film                       | Titlul original                                              | Regizor                | Țara                             |
| ---- | -------------------------- | ------------------------------------------------------------ | ---------------------- | -------------------------------- |
| 2002 | Edi                        | Edi                                                          | Piotr Trzaskalski      | Polonia                          |
| 2003 | With Love, Lilly           | rusă С любовью, Лиля (S luboviu, Lilia)                      | Larisa Sadilova        | Rusia                            |
| 2004 | The Beautiful City         | persană شهر زیبا (Shahr-e Ziba)                              | Asghar Farhadi         | Iran                             |
| 2005 | Sorry for Kung Fu          | Oprosti za kung fu                                           | Ognjen Sviličić        | Croația                          |
| 2006 | Euphoria                   | rusă Эйфория (Eyforia)                                       | Ivan Vyrypaev          | Rusia                            |
| 2007 | Night Train                | chineză: 夜行列车; chineză: 夜行列车; pinyin: Yè háng lièchē | Yi'nan Diao            | China / Hong Kong / Franța       |
| 2008 | Yuri's Day                 | rusă Юрьев день (Yurev Den)                                  | Kirill Serebrennikov   | Rusia / Germania                 |
| 2009 | Lourdes                    | Lourdes                                                      | Jessica Hausner        | Austria / Franța / Germania      |
| 2010 | Incendies                  | Incendies                                                    | Denis Villeneuve ≈     | Canada                           |
| 2011 | Rose                       | Róża                                                         | Wojciech Smarzowski    | Polonia                          |
| 2012 | Tango Libre                | Tango Libre                                                  | Frédéric Fonteyne      | Belgia / Franța / Luxemburg      |
| 2013 | Ida                        | Ida                                                          | Paweł Pawlikowski      | Polonia                          |
| 2014 | The Coffin In the Mountain | chineză: 心迷宫; pinyin: Xīn mígōng                          | Xin Yukun              | China                            |
| 2015 | Neon Bull                  | Boi Neon                                                     | Gabriel Mascaro        | Brazilia                         |
| 2016 | Malaria                    | persană مالاریا (Malaria)                                    | Parviz Shahbazi        | Iran                             |
| 2017 | To Kill a Watermelon       | chineză: 杀瓜; pinyin: Shā guā                               | Zehao Gao              | China                            |
| 2018 | The Delegation             | Delegacioni                                                  | Bujar Alimani          | Albania                          |
| 2019 | Shindisi                   | Shindisi                                                     | Dito Tsintsadze        | Georgia                          |
| 2020 | 18 Kilohertz               | 18 килогерц                                                  | Farkhat Sharipov       | Kazahstan                        |
| 2021 | Miracle                    | Miracol                                                      | Bogdan George Apetri   | România / Cehia / Letonia        |
| 2022 | May Labour Day             | Praznik rada                                                 | Pjer Žalica            | Bosnia și Herțegovina            |
| 2023 | The Shadow of Catire       | La sombra del Catire                                         | Jorge Hernandez Aldana | Venezuela / Mexic                |
| 2024 | Trafic                     | Reostat                                                      | Teodora Ana Mihai      | România / Belgia / Țările de Jos |